# Nolina atopocarpa
Nolina atopocarpa ist eine Pflanzenart der Gattung Nolina in der Familie der Spargelgewächse (Asparagaceae). Ein englischer Trivialname ist „Florida Beargrass“.

## Beschreibung
Nolina atapocarpa wächst stammlos, ist rhizomatös und bildet Horste von 0,3 bis 0,6 m Durchmesser. Die variablen, grasähnlichen, auf den Boden herabfallenden grünen bis gelben Laubblätter sind 40 bis 100 cm lang und 1 bis 4 mm breit. Die Blattränder sind gezähnt.
Der nicht verzweigte Blütenstand wird 0,5 bis 1 m lang. Die weißen Blüten sind 1,2 bis 2,5 mm lang und breit. Die Blühperiode reicht von April bis Mai.
Die bei Reife eiförmigen bis runden Kapselfrüchte sind holzig und weisen einen Durchmesser von 4 bis 6 mm auf. Die in ihnen enthaltenen kugelförmigen Samen sind braun. Sie besitzen einen Durchmesser von 3 bis 4 mm. Die Samenreife ist im Juli.
Die Art ist bis −8 °C frosthart. Sie ist kaum bekannt.

## Verbreitung, Systematik und Gefährdung
Nolina atapocarpa ist im US-Bundesstaat Florida in begrenztem Areal auf Seehöhe endemisch verbreitet. Sie wächst in Waldregionen auf Sandboden vergesellschaftet mit Yucca filamentosa, verschiedenen Opuntia-Arten und Sabal palmetto.
Die Erstbeschreibung erfolgte 1909 durch Harley Harris Bartlett.
Nolina atopocarpa ist als Mitglied der Sektion Nolina, ein weiterer Vertreter aus der Gruppe der Ostküstenarten. Sie ist extrem selten und wächst in einem begrenzten Gebiet in Florida. Sie ist eng verwandt mit den zwei anderen Vertretern der Ostküste, der im Süden in Florida vorkommenden Nolina brittoniana und der im Norden in Georgia und South Carolina vorkommenden Nolina georgiana. Charakteristisch sind die grasähnlichen Blätter. Die Apalachicola-Region ist die feuchteste Gegend in Florida, jedoch ist die Art feuerresistent.
Nolina atopocarpa ist durch Neuansiedlungen stark gefährdet. In der Liste des United States Fish and Wildlife Service ist die Pflanze als seltene und gefährdete Art aufgelistet.

## Bilder

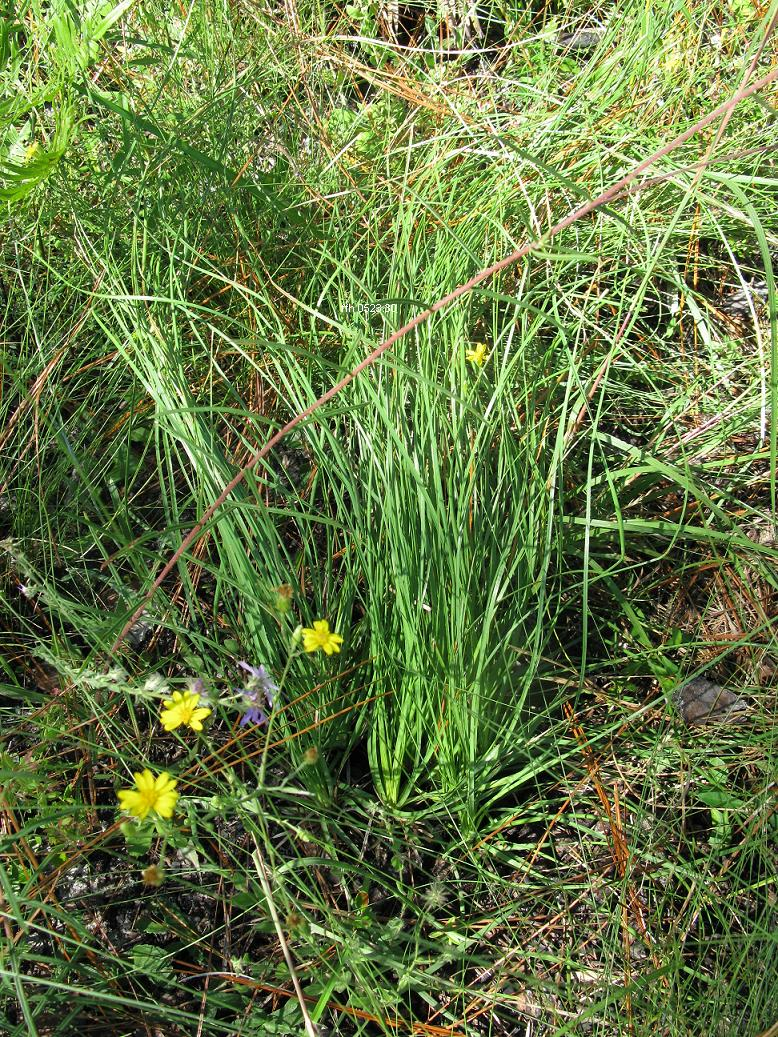
Perfekte Tarnung in hohem Gras
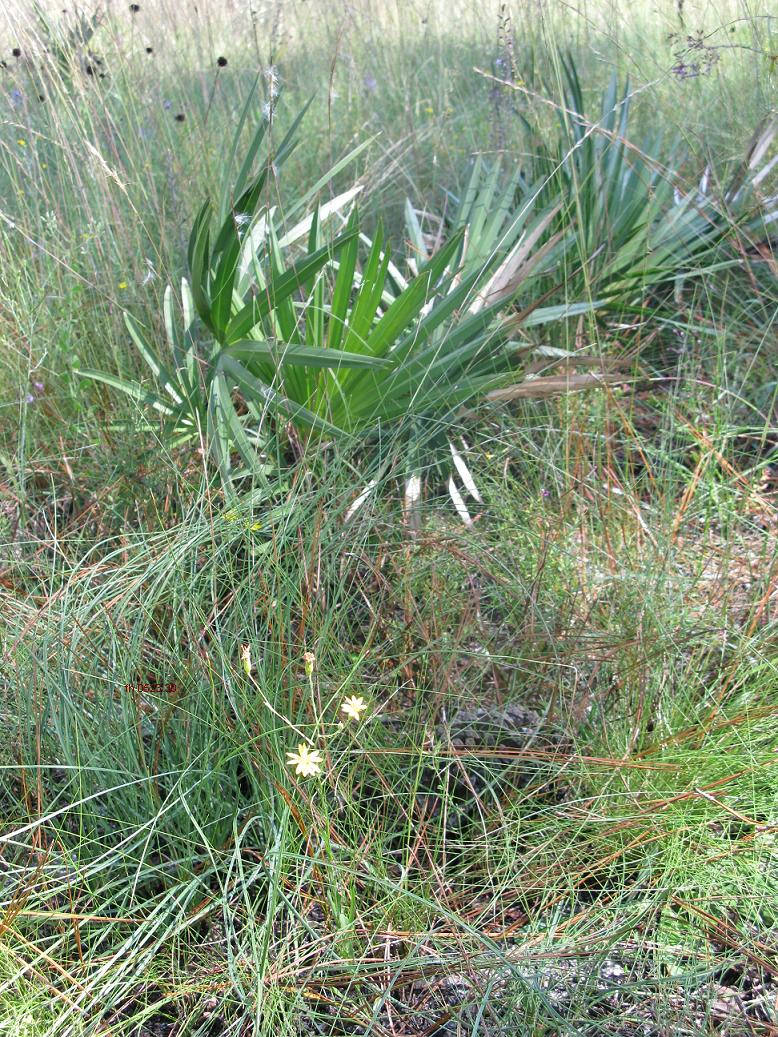
Sabal palmetto
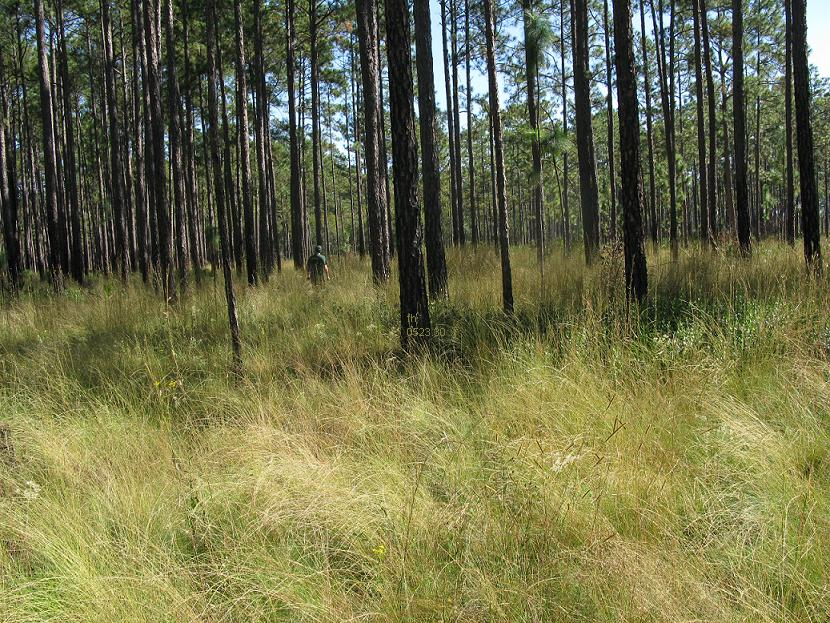
Standort im Apalachicola Forest in Florida

## Nachweise